# Changes flottants
Les changes flottants (ou régime de changes flottants) est le régime de change dans lequel la valeur des monnaies — c'est-à-dire leur taux de change entre elles — varie librement sur un marché spécialisé. Les États ne déterminent donc pas directement leurs taux de change, mais laissent la valeur de leur monnaie être déterminée par la rencontre de l'offre et de la demande de leur devise sur le marché des changes.

## Concept
Le régime de change détermine la convertibilité d'une devise avec une devise étrangère. Dans un système de change flottant, la valeur de la devise n'est pas déterminée par la banque centrale ou par d'autres pouvoirs publics, mais par la seule rencontre entre l'offre et la demande de devises sur le marché des changes. Le taux de change est par conséquent librement fixé à chaque seconde d'ouverture des marchés.
Si le change flottant dispense la banque centrale de contrôler l'évolution du taux de change, cela ne signifie pas pour autant qu'elle s'interdise d'intervenir dans le cas où, dans le cadre du flottement, la variation de la valeur de la devise venait à dépasser certains seuils particulièrement dommageables pour l'économie. Il existe ainsi des variations du régime de changes flottants en fonction de degré de vigilance de la banque centrale. On peut ainsi parler de change flexible. On parle aussi de « taux de change flottant dirigé » pour le yuan depuis 2005.

## Histoire

### Hésitations entre étalon-or et flottement (1870-1944)
Le régime de changes flottants est récent. Pendant longtemps, la valeur des devises était déterminée par rapport à un étalon métallique. Le pays décidait qu'une unité monétaire était équivalente à une quantité d'or ou d'argent, et pouvait ainsi être échangée à ce taux. Ainsi, jusqu'à la Première Guerre mondiale, c'est le système de l'étalon-or qui prédomine.
Le système est abandonné après la guerre du fait de la difficulté d'accès à l'or. La France met en place un flottement de son change entre 1922 et 1926, mais est obligé de mettre fin à ce système du fait d'une spéculation généralisée. Cela conduit les articles académiques sur le sujet à se montrer particulièrement suspicieux à l'égard d'un flottement libre, considéré comme source d'instabilité. Ragnar Nurkse, économiste auprès de la Société des Nations, écrivait ainsi en 1944 que « s'il y a bien une conclusion démontrée clairement par l'expérience de l'entre-deux-guerres, c'est qu'on ne peut pas laisser les échanges monétaires libres de fluctuer au jour le jour sous l'influence de l'offre et de la demande de marché [...] Si les monnaies peuvent fluctuer librement, la spéculation au sens le plus large du terme va faire des ravages dans les taux de change, non seulement sur les marchés des changes mais aussi sur les biens et services du commerce extérieur ».

### Système de Bretton Woods et changes fixes et flottants (1944-1971)
Les accords de Bretton Woods adoptés en 1944 mettent en place un système monétaire international de changes fixes basés sur le dollar américain, qui, lui, dispose d'une valeur fixe de conversion face à l'or. Cela était permis par le fait que les États-Unis disposaient à l'époque des trois quarts des réserves d'or du monde. Les changes étaient alors fixes mais ajustables : un pays pouvait dévaluer ou réévaluer sa monnaie, pourvu qu'un plan d'ajustement fût mis en œuvre et que les autres pays offrent leur accord. Le FMI était chargé de la supervision de ce mécanisme.
Le système de Bretton-Woods a toutefois connu des difficultés à partir des années 1960. Dès lors que le stock de dollars détenu par les non-résidents est devenu supérieur au stock d'or américain (phénomène du dollar glut), les États-Unis n'ont plus pu assurer la conversion des dollars en or, et ont annoncé la suspension du système (accord du Smithsonian).

### Flottement généralisé (1971 à aujourd'hui)
Les accords de la Jamaïque (1976) établissent alors un cadre juridique nécessaire à la mise en place d'un système de changes flottants. Les changes flottants n'ont pas été un choix technique réfléchi de longue date et fruit d'un consensus entre économistes, mais une solution de facto.
À compter de ce jour, la plupart des monnaies du monde ont été des monnaies papier ou en compte dont la valeur varie au rythme des transactions sur le marché des changes. Ces valeurs et leurs variations ne sont, sans étalon monétaire mondial, mesurables qu'entre une monnaie et une autre. Les DTS (Droits de tirage spéciaux du FMI) ne peuvent jouer pleinement ce rôle d'étalon tant que leur valeur reste liée à un « panier » de monnaies.

## Théories
Dans son manuel de 1969, Henri Guitton traitait des changes flottants en une demi-page en se contentant de noter que l'expression « changes erratiques » laissait progressivement place à l'expression de changes flexibles, moins connotée. Paul Leroy-Beaulieu, lui, parle de « monnaies dépréciées au change erratique » pour les monnaies sans rattachement à l'or et donc « flottantes » dans les conditions de l'époque, où l'étalon-or était « le système des pays civilisés ». Gottfried Haberler dans son ouvrage évoque quant à lui les « changes libres » comme une curiosité, « un cas extrême dans notre échelle des relations possibles entre les monnaies des différents pays ».
Milton Friedman défend les changes flottants dans un article de 1953, « The Case for Flexible Exchange Rates ». Il soutient que la monnaie est une marchandise comme une autre, et que dès lors le prix de la monnaie devrait évoluer sur un marché libre en fonction de la demande et de l'offre de monnaie. Le flottement permet une autorégulation de la valeur de la monnaie : le pays qui se laisserait aller au laxisme budgétaire et l'impression inflationniste de monnaie aura une monnaie faible, de sorte que les acteurs économiques lui préféreront d'autres monnaies, ce qui améliorera sa compétitivité à l'export et restaurera la valeur de la monnaie. À l'inverse, les vertueux auront une monnaie forte.

## Conséquences du change flottant

### Limitation de la spéculation
Limitation spontanée de la spéculation. Les modèles de Robert Mundell et Marcus Fleming montrent la faiblesse d'un régime de changes fixes par l'épuisement des réserves de change, qui servent aux banques centrales à maintenir le cours de leur monnaie. Le change flottant ne permet plus aux marchés financiers, et à la spéculation, de parier sur l'effondrement d'un régime de change, comme l'avait fait avec succès George Soros en 1992 avec la livre Sterling d'Angleterre. Cela s'explique par l'extrême mobilité des capitaux liée à la déréglementation, et par le décloisonnement des marchés dans les années 1970.

### Autonomie de la politique monétaire
Les changes flottants donnent toute latitude à chaque gouvernement de mener les politiques monétaires et d'expansion économique qui lui conviennent. La contrainte de change est levée. L'exemple du Canada en matière de flottaison est fréquemment cité. Il montre qu'une banque centrale se libère de cette tâche pour se consacrer pleinement à sa politique interne, comme la maîtrise des taux d'intérêt en intervenant sur le marché interbancaire, ou la contraction de sa masse monétaire afin de minimiser l'inflation.

### Ajustement automatique de la balance des paiements
Les changes flottants permettent l'ajustement automatique de la balance des paiements, chaque déficit sur la balance courante se soldant par une entrée nette de capitaux. Il ne faut pas perdre de vue que dans une économie internationale, un déficit de la balance courante résulte d'un différentiel entre épargne et absorption. Un déficit entraînera une dépréciation de la monnaie domestique qui permettra une amélioration de la compétitivité des prix.

### Inutilité de l'accumulation des réserves de change
Le fait que les réserves de change ne soient plus utilisées pour maintenir un régime de fixité permet aux banques centrales dont la balance courante est excédentaire de transformer ces réserves en fonds souverains : ce qui pose un problème politique, car la rationalité traditionnelle de l'agent économique disparaît au profit d'intérêts politiques. La Chine est connue pour accumuler des réserves de changes qu'elle transforme en fonds souverains et rachète des bons du trésor américains.

### Dispensabilité de métaux précieux
Selon certains, l'étalon-or a fait son temps : on ne peut revenir aujourd'hui à un système indexé sur l'or par son manque en quantité. Keynes la qualifiait de « relique barbare ».

## Critiques

### Volatilité
Robert Mundell dans The Case for a World Currency (2005), critique la plupart des arguments en faveur des changes flottants. Il affirme que les changes flottants ont souvent mené à une volatilité accrue des changes, et n'a pas permis de convergence des taux d'intérêt. C'est ainsi que, pour Guillermo Calvo et Carmen Reinhart (2002), beaucoup de pays émergents ont longtemps connu une « peur du flottement », l'absence de fixité étant perçue comme une source d'instabilité potentielle.
Dans La Crise mondiale aujourd'hui, Maurice Allais soutient que les changes flottants créent les conditions d'un désordre généralisé, qu'ils accroissent les risques sur chaque opération commerciale ou financière internationale, et qu'ils ne peuvent déboucher que sur une crise mondiale du type de la Grande dépression.

### Comportements de précaution
Les taux de change flottants permettent théoriquement à un pays de ne plus avoir à constituer des réserves de change importantes, car ces dernières sont utilisées par les banques centrales pour défendre la parité de la monnaie en situation de change fixe, ce dont les changes flottants dispensent. Toutefois, comme le fait remarquer Mundell dans son article de 2005, les réserves de change ont augmenté même dans les pays laissant flotter leur monnaie. Maurice Obstfeld abonde en écrivant que  « depuis la fin de l'ère Bretton Woods, le niveau des réserves globales est passé de 2 % du PIB global à 6 % en 1999 ». Ce taux a encore augmenté avec l'accroissement massif des réserves chinoises entre 1999 et 2008.

### Spéculation
Les taux de change flottants devaient permettre de lutter contre la spéculation financière et ainsi éviter les crises de change telles que décrites par les modèles de crise de change. Or, le caractère flottant des taux de change n'a pas empêché que la spéculation continue, avec de nombreuses attaques erratiques contre les monnaies,.

### Déséquilibres structurels
Jacques de Larosière, ancien directeur du Fonds monétaire international (FMI) dénonce également les conséquences de l'effondrement du système mis en place avec les accords de Bretton Woods. L'avènement des changes flottants de 1971 sont, selon lui, à l’origine des déséquilibres structurels actuels qui pèsent sur l'économie mondiale. Il critique la création monétaire illimitée qui lui est consécutive et qui « n’est tout au plus qu’un palliatif lui-même source de dangers ». Il pointe du doigt la fuite en avant des politiques actuels qui ne laissent « aux générations futures que le choix entre payer une dette trop lourde ou la renier ».
La persistance de déséquilibres externes n'est pas empêchée par les changes flottants. La théorie monétariste affirme qu'un pays ayant une balance courante déficitaire provoque une dépréciation de la monnaie qui, in fine, permettrait une correction de la balance courante. En pratique, les déséquilibres persistent, notamment aux États-Unis qui accumulent les créances vers le reste du monde.